# Cyrtopodium andersonii
Cyrtopodium andersonii là một loài lan. Đây là loài điển hình của chi Cyrtopodium.

## Hình ảnh

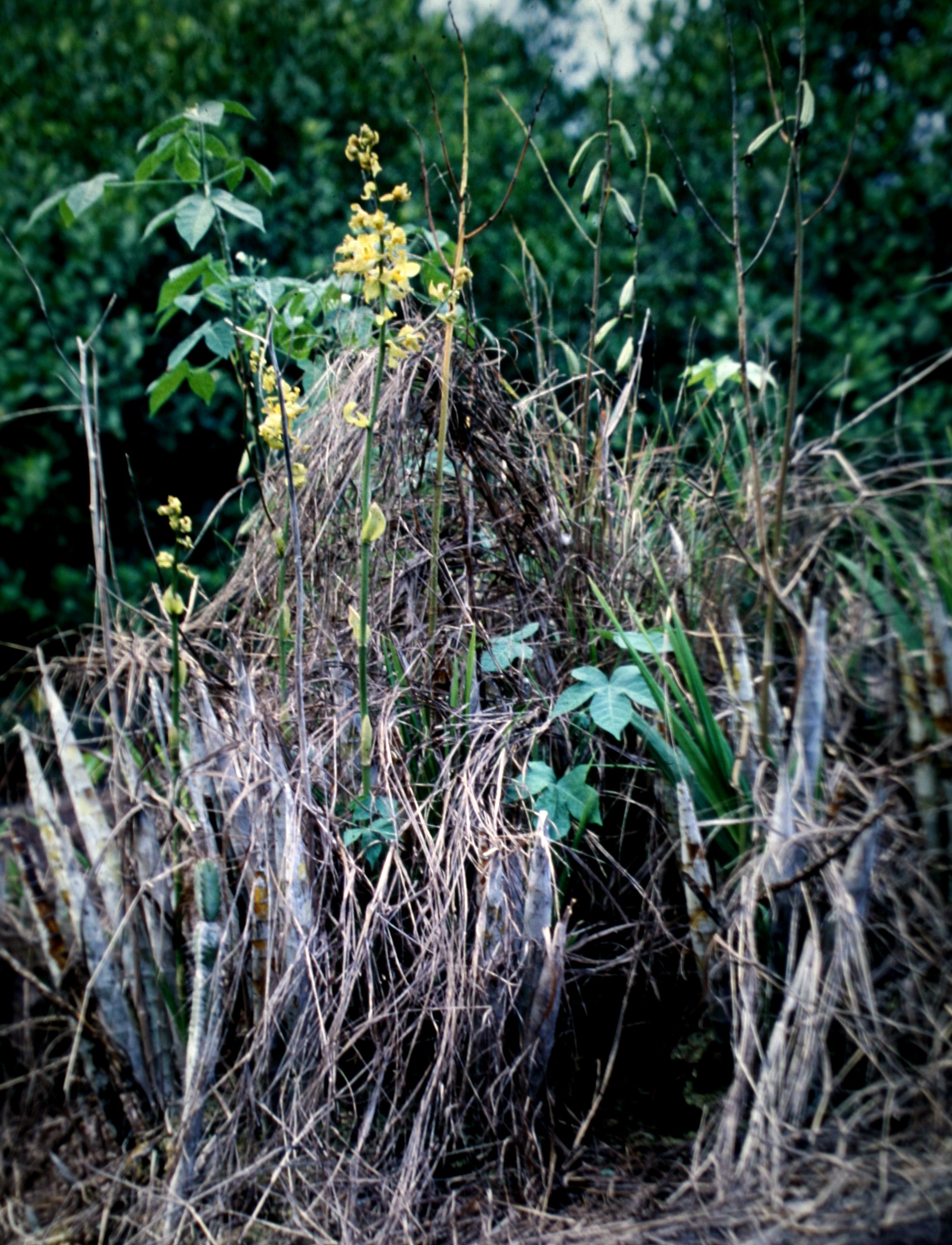
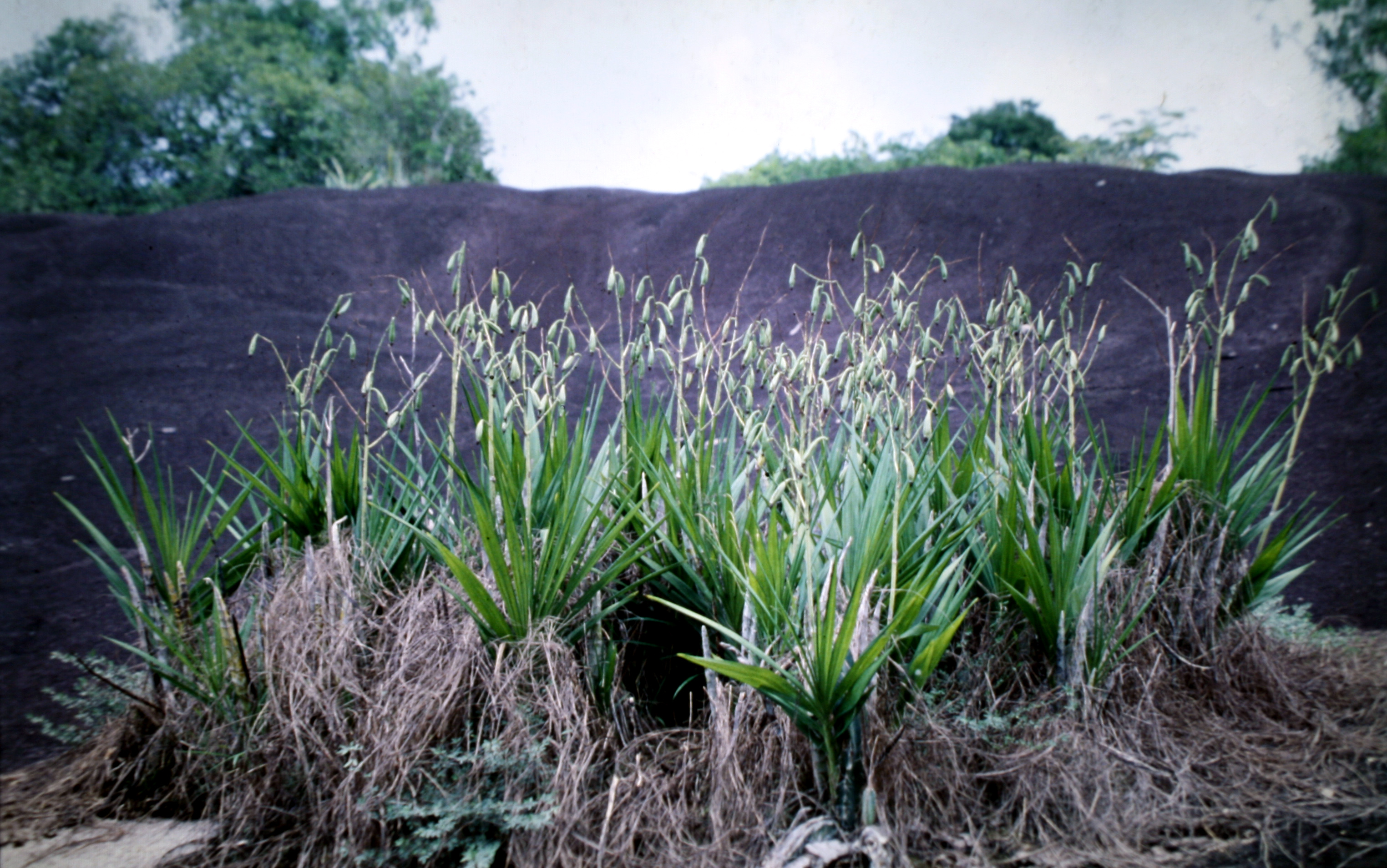
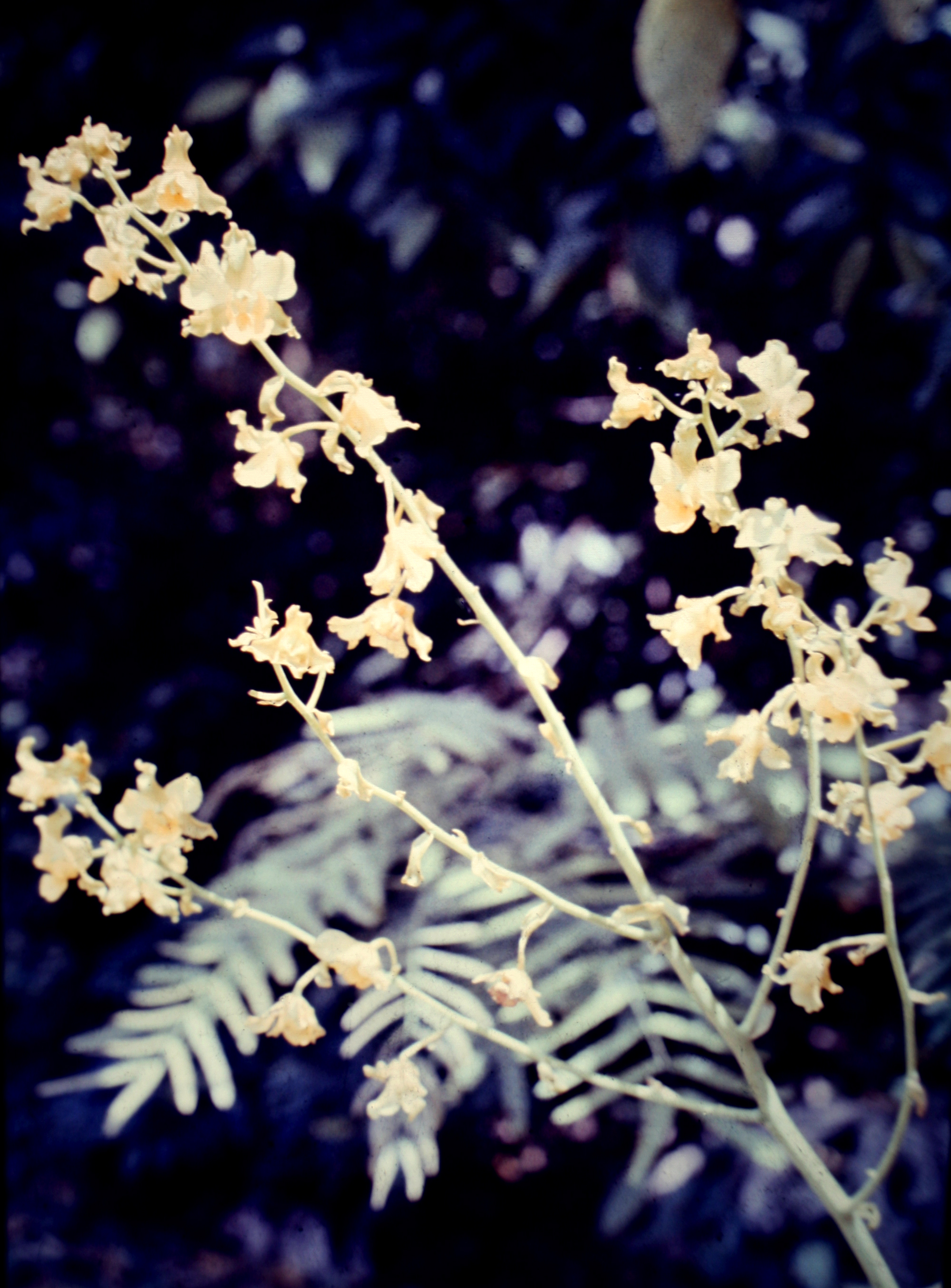
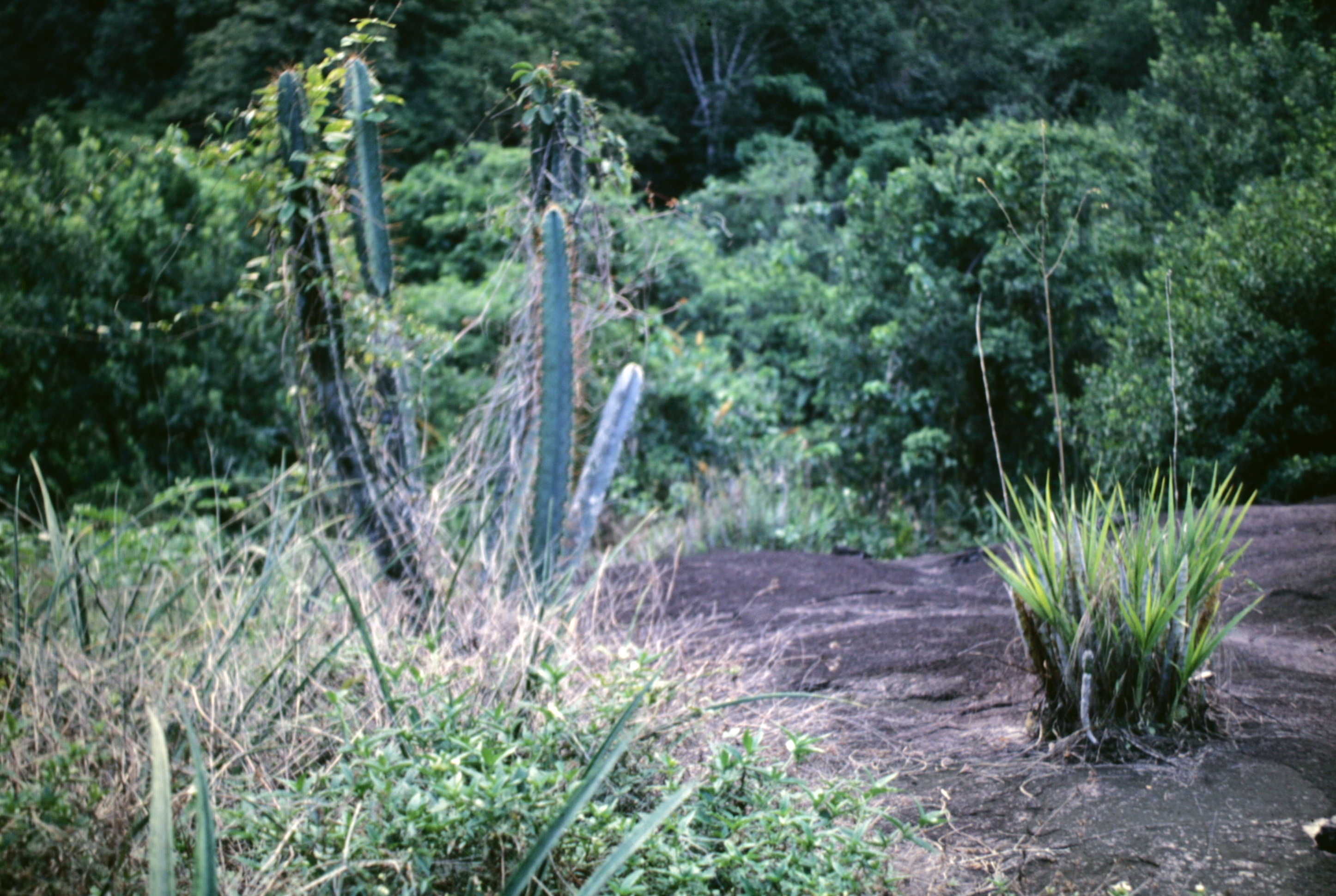